# Лефкопетра
Лефкопетра (грч. Λευκόπετρα) је насељено место у општини Бер у периферији Средишња Македонија, Грчка. Према попису из 2021. године било је 30 становника.
Лефкопетра је старо село које је уништено током Негушког устанка 1822. године. Обновљено је тридесетих година 20. века када је насељено око 20 грчких избегличких породица из Турске, којих је на попису из 1940. године било 72. Село се раније звало Извор.